# تتيوك
تتيوك (بالكورية: 떡) هو نوع من كعك الأرز الكوري المصنوع من الدقيق المبخر والمصنوع من حبوب مختلفة، بما في ذلك الأرز الدبق أو غير اللزج. يمكن أيضًا طحن الدقيق المطهو على البخار أو تشكيله أو قليه في المقلاة لصنعه.